# Géza Jeszenszky

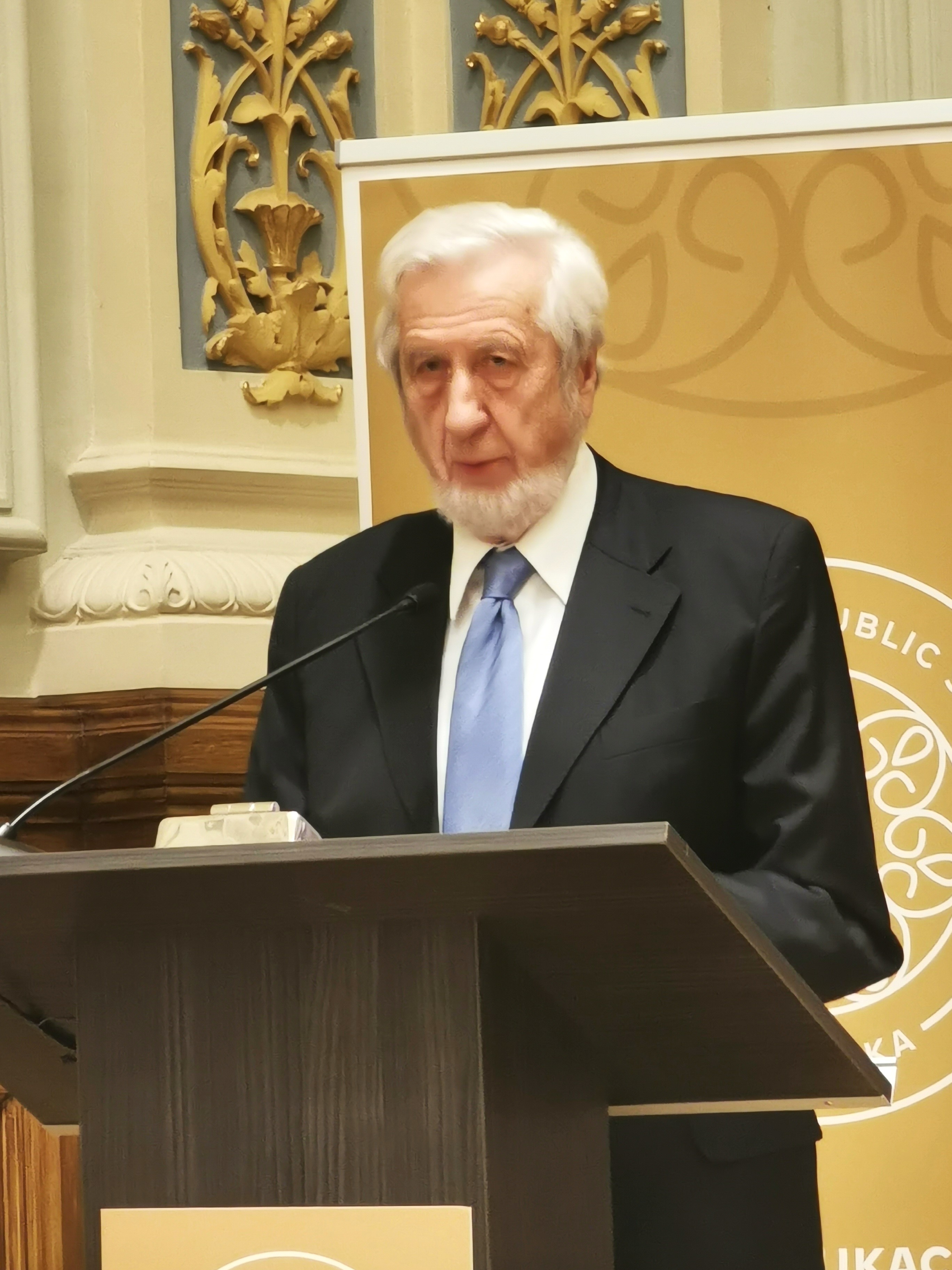
Geza Jeszenszky

Géza Jeszenszky  (* 10. November 1941 in Budapest) ist ein ungarischer Historiker, Politiker und Diplomat. Er war von Mai 1990 bis Juli 1994 Außenminister von Ungarn.
Géza Jeszenszky stammt aus dem Adelsgeschlecht der Jesenský. Er besuchte das Gymnasium in Budapest und war mit 15 Jahren Teilnehmer des Ungarischen Volksaufstandes. Später studierte er Geschichte an der Loránd-Eötvös-Universität in Budapest.
1987 nahm er am Forum in Lakitelek teil, an dem unter anderem das Ungarische Demokratische Forum MDF gegründet wurde. Jeszenszky wurde zum Gründungsmitglied und Vorsitzenden des Außenpolitischen Komitees dieser neuen Partei. Als die MDF 1990 aus den ersten freien Parlamentswahlen als Siegerin hervorging ernannte ihn Ministerpräsident József Antall zum Außenminister. Jeszenszky hatte dieses Amt bis zum Juli 1994 inne. Von 1998 bis 2002 war er ungarischer Botschafter in den Vereinigten Staaten von Amerika. Zurzeit (Stand: 2011) ist er ungarischer Botschafter in Norwegen.